# لاله‌زار (غارت مالگه)
لاله زار یا غارت مالگه روستایی در دهستان زرین دشت بخش مرکزی شهرستان دره شهر استان ایلام ایران است.

## جمعیت
بر پایه سرشماری عمومی نفوس و مسکن در سال ۱۳۹۵ جمعیت این مکان ۳۱ نفر (۱۰خانوار) بوده‌است.